# کوزآغاچ (کاهتا)
کوزآغاچ (به ترکی استانبولی: Kozağaç) (به کردی: Bibo) یک منطقهٔ مسکونی کردنشین در ترکیه است که در کاهتا واقع شده‌است.